# علم النيجر

العلم الاستعماري للنيجر الفرنسية كجزء من إفريقيا الفرنسية (1895–1958)

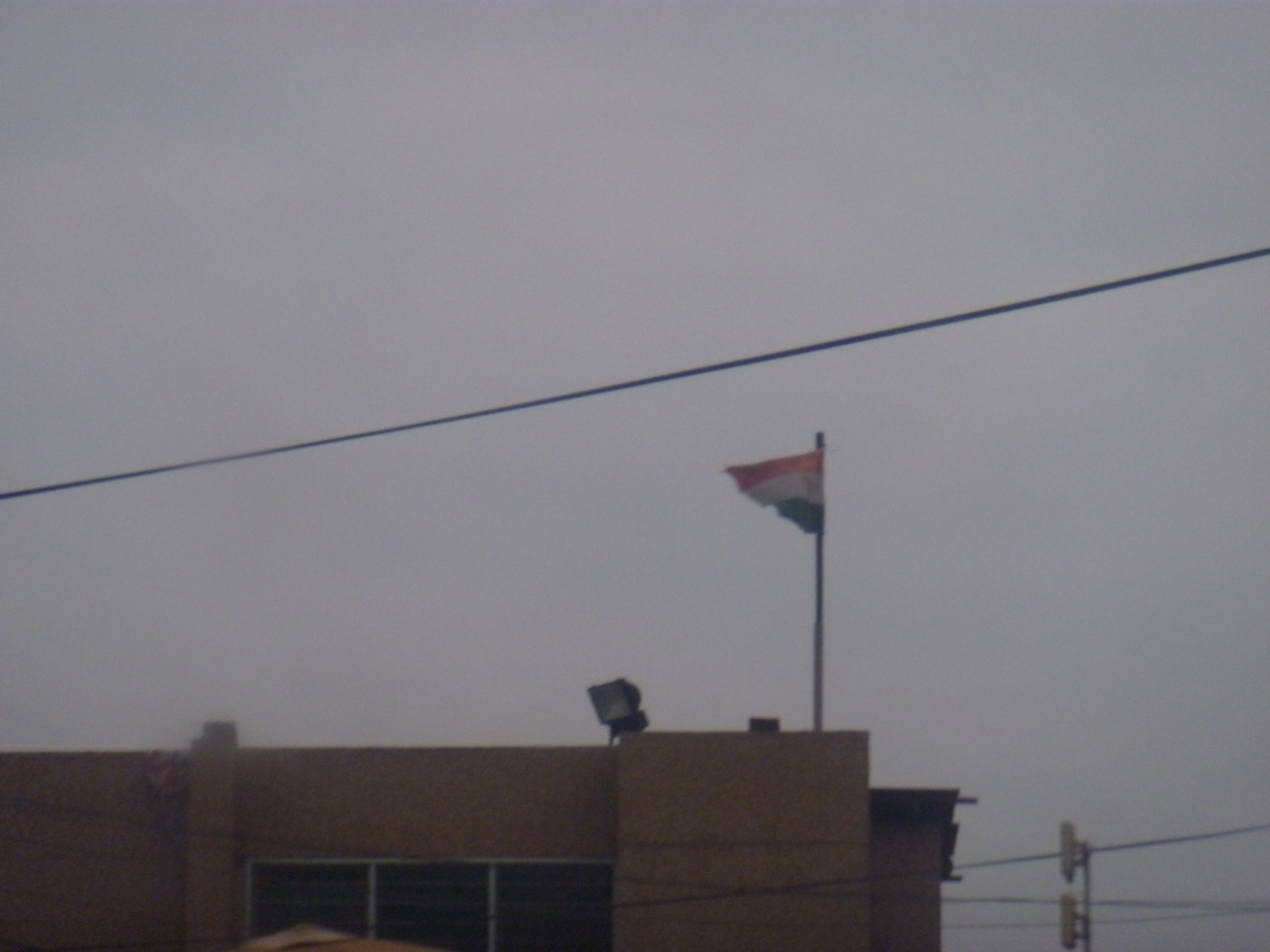
علم النيجر يرفرف فوق مبنى السفارة النيجرية في أكرا، غانا

علم النيجر (بالفرنسية: drapeau du Niger)‏ اعتمد العلم الحالي في 23 تشرين الثاني - نوفمبر من سنة 1959 بعد الاستقلال عن مستعمرة غرب أفريقيا الفرنسية، ويتكون من 3 شرائط أفقية وهي البرتقالي والأبيض والأخضر كما توجد دائرة برتقالية في وسط الشريط الأبيض للعلم، والعلم النيجري مشابه للعلم الهندي على الرغم من اختلاف النسبة ودرجات اللون البرتقالي والرمز في الوسط.
يُعتبر علم النيجر واحداً من أعلام دول أفريقيا الثلاثية الألوان كباقي المستعمرات الفرنسية التي أصبحت تابعةً لجمهورية فرنسا.

## معنى ألوان العلم
- البرتقالي: يرمز إلى المناطق الشمالية للصحراء الكبرى في شمال أفريقيا.
- الأبيض: يرمز إلى الحكمة والنقاء.
- الأخضر: يرمز إلى المناطق الخصبة بجنوب النيجر كما يرمز كذلك إلى الدين الإسلامي السائد في البلاد.
- القرص البرتقالي: يرمز إلى الشمس وإلى الكفاح من أجل استقلال النيجر عن فرنسا.

## الراتيو
التصوير التقليدي للعلم مع التصوير غير العادي بمعدل 6:7.

راتيو 2:3
راتيو 3:5
راتيو 1:2

## أعلام مشابهة
يُلاحظ أنه يوجد تشابه بين علم النيجر وعلم الهند وتستعمل نفس الألوان في علمها الوطني كُلٌاً من علمَيْ ساحل العاج وجمهورية أيرلندا.

علم ساحل العاج
علم الهند
علم جمهورية أيرلندا